# Kryssribbvalv

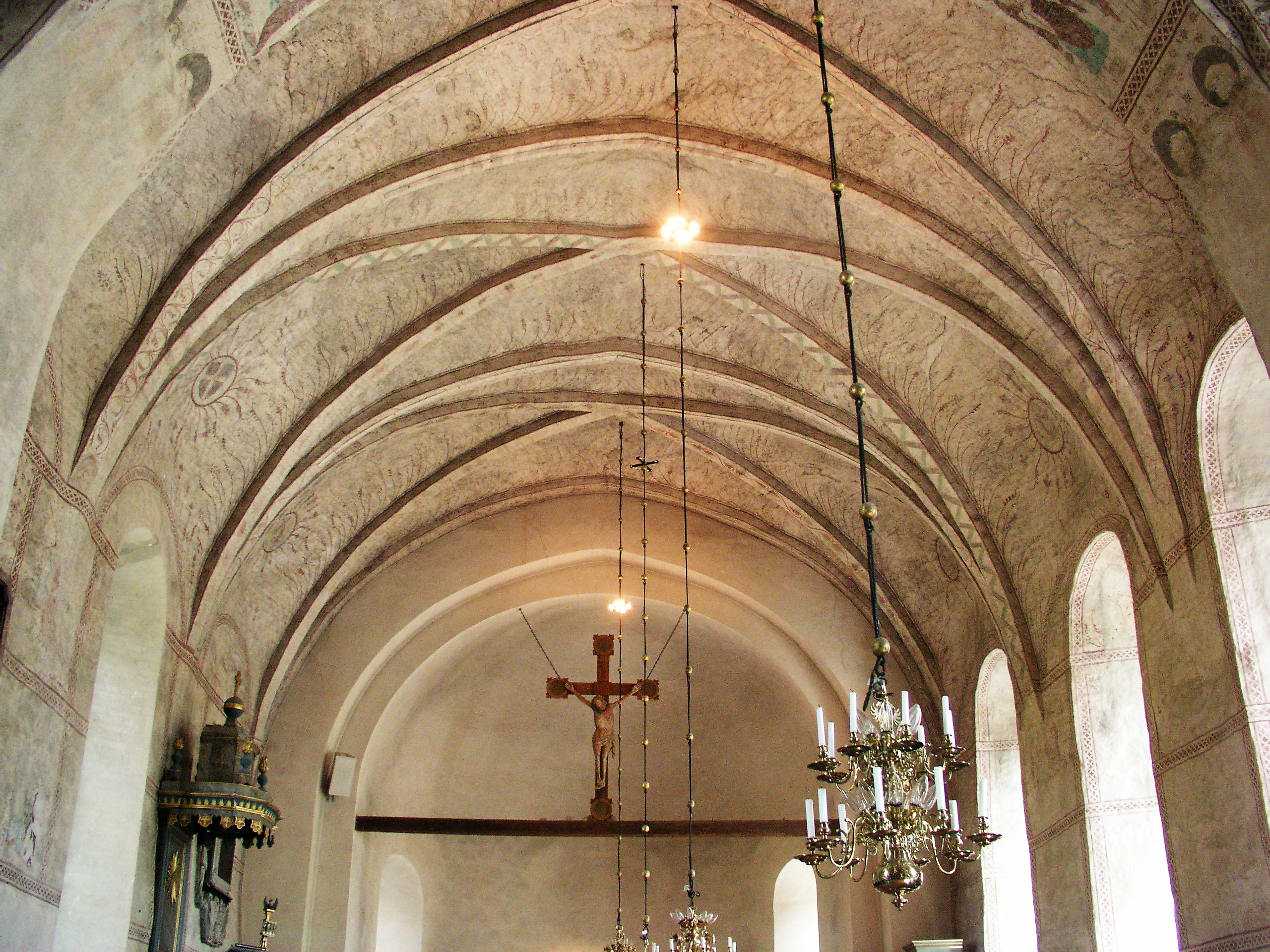
Tegelvalv i Gamla Uppsala kyrka

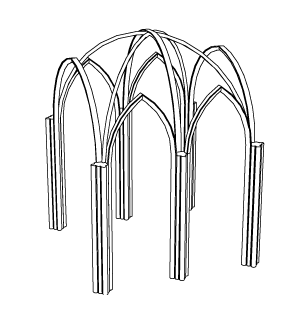
Sexdelat kryssribbvalv

Ett kryssribbvalv är ett valv som består av en stomme av korsande ribbor som bär valvkapporna och för trycket från valvet ned till stöden. 
Denna sorts valv blev mycket populär vid byggnadshyttor runt om i Europa i samband med de gotiska katedralbyggena men utvecklades egentligen redan under romansk tid. Om ribbornas konstruktiva eller dekorativa funktion var mest betydelsefull är omdiskuterat.